# Dryopteris rodolfii
Dryopteris rodolfii är en träjonväxtart som beskrevs av J. P. Roux. Dryopteris rodolfii ingår i släktet Dryopteris och familjen Dryopteridaceae. Inga underarter finns listade.